# Marco Polo (cráter)
Marco Polo es un cráter de impacto lunar que se encuentra en las estribaciones escarpadas al sur de la cordillera de los Montes Apenninus, a tan solo 20 kilómetros al oeste del Mare Vaporum. La zona donde se encuentra es una región de terreno sin cráteres notables cerca.
|  |

Este cráter es alargado hacia el sur-sureste, con un borde exterior muy erosionado. La parte sur del borde casi ha desaparecido, y presenta una hendidura estrecha en el extremo norte del cráter. El brocal todavía se mantiene en los sectores occidental y del noreste, pero aparecen como poco más que unas crestas curvadas. El interior tiene pocos detalles de interés, con únicamente un cráter minúsculo sobre la pared interior del sudoeste.

## Cráteres satélite
Por convención estos elementos son identificados en los mapas lunares poniendo la letra en el lado del punto medio del cráter que está más cercano a Marco Polo.
|            | \| Marco Polo \| Coordenadas \| Diámetro \| \| ---------- \| --------------------------- \| -------- \| \| A \| 14°54′N 2°00′O / 14.9, -2.0 \| 7 km \| \| B \| 17°12′N 1°54′O / 17.2, -1.9 \| 7 km \| \| C \| 14°00′N 5°00′O / 14.0, -5.0 \| 7 km \| \| D \| 15°00′N 3°42′O / 15.0, -3.7 \| 6 km \| \| F \| 15°42′N 4°30′O / 15.7, -4.5 \| 4 km \| \| G \| 16°42′N 1°54′O / 16.7, -1.9 \| 5 km \| \| H \| 17°48′N 1°42′O / 17.8, -1.7 \| 6 km \| \| J \| 17°54′N 1°12′O / 17.9, -1.2 \| 5 km \| \| K \| 18°12′N 1°24′O / 18.2, -1.4 \| 10 km \| \| L \| 14°48′N 5°00′O / 14.8, -5.0 \| 19 km \| \| M \| 17°36′N 1°06′O / 17.6, -1.1 \| 37 km \| \| P \| 16°54′N 0°12′O / 16.9, -0.2 \| 31 km \| \| S \| 17°48′N 0°00′E / 17.8, 0.0 \| 21 km \| \| T \| 13°36′N 1°00′O / 13.6, -1.0 \| 3 km \| |          |
| Marco Polo | Coordenadas | Diámetro |
| A          | 14°54′N 2°00′O / 14.9, -2.0 | 7 km     |
| B          | 17°12′N 1°54′O / 17.2, -1.9 | 7 km     |
| C          | 14°00′N 5°00′O / 14.0, -5.0 | 7 km     |
| D          | 15°00′N 3°42′O / 15.0, -3.7 | 6 km     |
| F          | 15°42′N 4°30′O / 15.7, -4.5 | 4 km     |
| G          | 16°42′N 1°54′O / 16.7, -1.9 | 5 km     |
| H          | 17°48′N 1°42′O / 17.8, -1.7 | 6 km     |
| J          | 17°54′N 1°12′O / 17.9, -1.2 | 5 km     |
| K          | 18°12′N 1°24′O / 18.2, -1.4 | 10 km    |
| L          | 14°48′N 5°00′O / 14.8, -5.0 | 19 km    |
| M          | 17°36′N 1°06′O / 17.6, -1.1 | 37 km    |
| P          | 16°54′N 0°12′O / 16.9, -0.2 | 31 km    |
| S          | 17°48′N 0°00′E / 17.8, 0.0 | 21 km    |
| T          | 13°36′N 1°00′O / 13.6, -1.0 | 3 km     |